# Satyrium brachypetalum
Satyrium brachypetalum är en orkidéart som beskrevs av Achille Richard. Satyrium brachypetalum ingår i släktet Satyrium och familjen orkidéer. Inga underarter finns listade i Catalogue of Life.